# Замок Лоза
Замок Лоза (порт. Castelo da Lousa) — средневековый замок во фрегезии Носса-Сеньора-да-Луш города Моран округа Эвора Португалии. 

## История
Замок (точнее, форт — из-за небольших размеров) был построен на вершине скалы и занимает доминирующее положение над долиной реки Гвадиана. Он был возведен во времена римского господства из сланцевых блоков и имеет прямоугольную форму. Археологические раскопки позволили датировать его возведение II—I веками до нашей эры.
3 июня 1970 года руины замка были объявлены национальным памятником. К тому времени окрестности замка были затоплены озером, образованным при строительстве плотины Алькева, которая генерирует электроэнергию для Алентежу.
С подписанием Протокола о сотрудничестве между администрацией ГЭС Алькева и Португальским институтом археологии (IPA) 4 июня 1997 года были сформированы семнадцать групп, состоящих из археологов, ученых и студентов, которые проводили исследования и раскопки в этом районе. В ходе раскопок были обнаружены более двухсот артефактов, созданных в период палеолитом и средневековьем.
По результатам раскопок была принята программа сохранения форта для будущих поколений. С этой целью было укреплено специальным составом из цемента и песка подножие холма, чтобы избежать вымывания основания форта водой.
Кроме того, между 1998 и 2003 годами после отселения жителей из старого села Луш на новое место поблизости от форта был открыт музей, посвященный истории освоения человеком данного региона.
Сам форт на сегодняшний день закрыт для посетителей.